# Bundesvision Song Contest
O Bundesvision Song Contest, vezes abreviado como BuViSoCo, é uma competição anual criada por Stefan Raab em 2005, em que, para cada um dos 16 estados da Alemanha, uma música é escolhida pelas rádios da região para então serem interpretadas ao vivo na TV e por votação do juri e público eleger qual delas é a mais popular. No Bundesvision Song Contest pelo menos 50% das canções devem ser na língua alemã, sendo uma forma de promovê-la. É baseado no Eurovision Song Contest, programa do mesmo gênero, porém abrangendo toda a Europa.

## Estados alemães
| 1  | Baden-Württemberg                |
| 2  | Baviera                          |
| 3  | Berlim                           |
| 4  | Brandemburgo                     |
| 5  | Bremen                           |
| 6  | Hamburgo                         |
| 7  | Hesse                            |
| 8  | Mecklemburgo-Pomerânia Ocidental |
| 9  | Baixa Saxônia                    |
| 10 | Renânia do Norte-Vestfália       |
| 11 | Renânia-Palatinado               |
| 12 | Sarre                            |
| 13 | Saxônia                          |
| 14 | Saxônia-Anhalt                   |
| 15 | Schleswig-Holstein               |
| 16 | Turíngia                         |

## Bundesvision Song Contest 2005
Realizado em  König-Pilsener-Arena, Oberhausen, Nordrhein-Westfalen, 12 de fevereiro de 2005.
| Posição | Estado                           | Artista                          | Canção                             | Pontos |
| ------- | -------------------------------- | -------------------------------- | ---------------------------------- | ------ |
| 1       | Hesse                            | Juli                             | Geile Zeit                         | 159    |
| 2       | Schleswig-Holstein               | Fettes Brot                      | Emanuela                           | 130    |
| 3       | Berlim                           | Sido                             | Mama ist stolz                     | 113    |
| 4       | Baixa Saxônia                    | Mousse T. & Emma Lanford         | Right About Now                    | 85     |
| 5       | Baden-Württemberg                | Apocalyptica part. Marta Jandová | Wie weit                           | 77     |
| 6       | Saxônia                          | De Randfichten                   | Jetzt geht die Party richtig los   | 71     |
| 7       | Turíngia                         | Clueso                           | Kein Bock zu geh'n                 | 63     |
| 8       | Brandemburgo                     | Virginia Jetzt!                  | Wahre Liebe                        | 54     |
| 9       | Hamburgo                         | Samy Deluxe                      | Generation                         | 44     |
| 10      | Sarre                            | Klee                             | Gold                               | 37     |
| 11      | Bremen                           | Lukas Hilbert                    | Kommt meine Liebe nicht bei dir an | 31     |
| 12      | Baviera                          | Slut                             | Why Pourquoi                       | 17     |
| 13      | Saxônia-Anhalt                   | Jansen & Kowalski                | Mamacita                           | 15     |
| 14      | Mecklemburgo-Pomerânia Ocidental | Deichkind                        | Electric Super Dance Band          | 12     |
| 15      | Renânia do Norte-Vestfália       | Mamadee part. Gentleman          | Lass los                           | 10     |
| 15      | Renânia-Palatinado               | Sandy                            | Unexpected                         | 10     |

## Bundesvision Song Contest 2006
Realizado em  Arena Wetzlar, Wetzlar, Hessen, 9 de fevereiro de 2006.
| Posição | Estado                           | Artista        | Canção              | Pontos |
| ------- | -------------------------------- | -------------- | ------------------- | ------ |
| 1       | Berlim                           | Seeed          | Ding                | 151    |
| 2       | Bremen                           | Revolverheld   | Freunde bleiben     | 136    |
| 3       | Turíngia                         | In Extremo     | Liam                | 134    |
| 4       | Hesse                            | Nadja Benaissa | Ich hab dich        | 104    |
| 5       | Hamburgo                         | OleSoul        | Hamburg & Cologne   | 70     |
| 6       | Baixa Saxônia                    | Marlon         | Was immer du willst | 59     |
| 7       | Baviera                          | TipTop         | TipTop              | 53     |
| 8       | Mecklemburgo-Pomerânia Ocidental | Pyranja        | Nie wieder          | 50     |
| 9       | Baden-Württemberg                | Massive Töne   | Mein Job            | 47     |
| 10      | Brandemburgo                     | Diane Weigmann | Hast du kurz Zeit?  | 35     |
| 11      | Schleswig-Holstein               | TempEau        | Schöner Tag         | 26     |
| 12      | Renânia-Palatinado               | 200 Sachen     | Sekt zum Frühstück  | 18     |
| 13      | Sarre                            | Reminder       | Augen zu (und rein) | 17     |
| 14      | Saxônia-Anhalt                   | Toni Kater     | Liebe ist           | 12     |
| 15      | Saxônia                          | Die Raketen    | Popsong             | 10     |
| 16      | Renânia do Norte-Vestfália       | AK4711         | Kein schönerer Land | 6      |

## Bundesvision Song Contest 2007
Realizado em  Tempodrom, Berlin, 9 de fevereiro de 2007.
| Posição | Estado                           | Artista                            | Canção                | Pontos |
| ------- | -------------------------------- | ---------------------------------- | --------------------- | ------ |
| 1       | Baixa Saxônia                    | Oomph! part. Marta Jandová         | Träumst du            | 147    |
| 2       | Hamburgo                         | Jan Delay                          | Feuer                 | 138    |
| 3       | Schleswig-Holstein               | Kim Frank                          | Lara                  | 101    |
| 4       | Berlim                           | MIA.                               | Zirkus                | 96     |
| 5       | Renânia do Norte-Vestfália       | Pohlmann                           | Mädchen und Rabauken  | 95     |
| 6       | Turíngia                         | Northern Lite part. Chapeau Claque | Enemy                 | 88     |
| 7       | Hesse                            | D-Flame                            | Mom Song              | 67     |
| 8       | Saxônia-Anhalt                   | Jenna+Ron                          | Jung und willig       | 56     |
| 9       | Baviera                          | Anajo part. Suzie Kerstgens        | Wenn du nur wüsstest  | 33     |
| 10      | Baden-Württemberg                | Tele                               | Mario                 | 23     |
| 11      | Bremen                           | Lea Finn                           | Ich weiß und du weißt | 20     |
| 12      | Sarre                            | B-Stinged Butterfly                | Liebe                 | 17     |
| 13      | Mecklemburgo-Pomerânia Ocidental | Melotron                           | Das Herz              | 13     |
| 13      | Saxônia                          | Manja                              | Es ist Liebe          | 13     |
| 15      | Brandemburgo                     | Beatplanet                         | Dreh dich um und geh  | 11     |
| 16      | Renânia-Palatinado               | Kalle part. M.A.R.S. Allstars      | Aber Nice             | 10     |

## Bundesvision Song Contest 2008
Realizado em  TUI Arena, Hanôver, Niedersachsen, 14 de fevereiro de 2008.
| Posição | Estado                           | Artista                         | Canção              | Pontos |
| ------- | -------------------------------- | ------------------------------- | ------------------- | ------ |
| 1       | Brandemburgo                     | Subway to Sally                 | Auf Kiel            | 147    |
| 2       | Turíngia                         | Clueso                          | Keinen Zentimeter   | 146    |
| 3       | Saxônia-Anhalt                   | Down Below                      | Sand in meiner Hand | 96     |
| 4       | Baixa Saxônia                    | Madsen                          | Nachtbaden          | 94     |
| 5       | Mecklemburgo-Pomerânia Ocidental | Jennifer Rostock                | Kopf oder Zahl      | 79     |
| 6       | Schleswig-Holstein               | Panik                           | Was würdest du tun? | 75     |
| 7       | Berlim                           | Culcha Candela                  | Chica               | 66     |
| 8       | Hesse                            | Rapsoul                         | König der Welt      | 51     |
| 9       | Baden-Württemberg                | Laith Al-Deen                   | Du                  | 46     |
| 10      | Baviera                          | Sportfreunde Stiller            | Antinazibund        | 32     |
| 11      | Bremen                           | paulsrekorder                   | Anna                | 20     |
| 12      | Hamburgo                         | Das Bo                          | Ohne Bo             | 19     |
| 13      | Renânia-Palatinado               | Peilomat                        | Jenny               | 17     |
| 14      | Renânia do Norte-Vestfália       | Sisters                         | Unite               | 16     |
| 15      | Saxônia                          | Far East Band part. Dean Dawson | Unfassbar           | 12     |
| 15      | Sarre                            | Casino Zero                     | Gib mir einen Blick | 12     |

## Bundesvision Song Contest 2009
Realizado em  Metropolis-Halle, Potsdam, Brandemburgo, 13 de fevereiro de 2009.
| Posição | Estado                           | Artista                  | Canção                             | Pontos |
| ------- | -------------------------------- | ------------------------ | ---------------------------------- | ------ |
| 1       | Berlim                           | Peter Fox                | Schwarz zu blau                    | 174    |
| 2       | Saxônia                          | Polarkreis 18            | The Colour of Snow                 | 131    |
| 3       | Renânia do Norte-Vestfália       | Rage                     | Gib dich nie auf                   | 112    |
| 4       | Baden-Württemberg                | Cassandra Steen          | Darum Leben Wir                    | 103    |
| 5       | Hamburgo                         | Olli Schulz              | Mach den Bibo!                     | 73     |
| 6       | Hesse                            | Fräulein Wunder          | Sternradio                         | 53     |
| 6       | Turíngia                         | Chapeau Claque           | Pandora (Kiss Miss Tragedy)        | 53     |
| 8       | Schleswig-Holstein               | Ruben Cossani            | Bis auf letzte Nacht               | 44     |
| 9       | Brandemburgo                     | Sven van Thom            | Jaqueline (Ich hab Berlin gekauft) | 37     |
| 10      | Baviera                          | Claudia Koreck           | I wui dass du woasst               | 34     |
| 11      | Bremen                           | FlowinImmo et les Freaqz | Urlaub am Attersee                 | 25     |
| 12      | Mecklemburgo-Pomerânia Ocidental | Marteria                 | Zum König geboren                  | 23     |
| 12      | Renânia-Palatinado               | Pascal Finkenauer        | Unter Grund                        | 23     |
| 14      | Sarre                            | P:lot                    | Mein Name ist                      | 21     |
| 15      | Baixa Saxônia                    | Fotos                    | Du fehlst mir                      | 12     |
| 16      | Saxônia-Anhalt                   | Angelas Park             | Generation Monoton                 | 10     |

## Bundesvision Song Contest 2010
Realizado em  Max-Schmeling-Halle, Berlin, 1 de outubro de 2010.
| Posição | Estado                           | Artista                            | Canção                   | Pontos |
| ------- | -------------------------------- | ---------------------------------- | ------------------------ | ------ |
| 1       | Renânia do Norte-Vestfália       | Unheilig                           | Unter deiner Flagge      | 164    |
| 2       | Saxônia-Anhalt                   | Silly                              | Alles rot                | 152    |
| 3       | Berlim                           | Ich + Ich                          | Yasmine                  | 100    |
| 4       | Baviera                          | Blumentopf                         | So lala                  | 94     |
| 5       | Brandemburgo                     | Das Gezeichnete Ich                | Du, Es und Ich           | 87     |
| 6       | Turíngia                         | Norman Sinn & Ryo                  | Planlos                  | 79     |
| 7       | Schleswig-Holstein               | Stanfour                           | Sail on                  | 60     |
| 8       | Hamburgo                         | Selig                              | Von Ewigkeit zu Ewigkeit | 40     |
| 9       | Baden-Württemberg                | Bakkushan                          | Springwut                | 39     |
| 10      | Mecklemburgo-Pomerânia Ocidental | Sebastian Hämer                    | Ist schon okay           | 22     |
| 11      | Bremen                           | kleinstadthelden                   | Indie Boys               | 20     |
| 12      | Saxônia                          | Blockflöte des Todes               | Alles wird teurer        | 20     |
| 13      | Hesse                            | Oceana & Leon                      | Far away                 | 18     |
| 14      | Renânia-Palatinado               | Auletta                            | Sommerdiebe              | 17     |
| 15      | Sarre                            | Mikroboy                           | Nichts ist umsonst       | 12     |
| 16      | Baixa Saxônia                    | Dirk Darmstaedter & Bernd Begemann | So geht das jede Nacht   | 4      |

## Bundesvision Song Contest 2011
Realizado em  Lanxess Arena, Colônia, Nordrhein-Westfalen, 29 de setembro de 2011.
| Posição | Estado                           | Artista                           | Canção                                                     | Pontos |
| ------- | -------------------------------- | --------------------------------- | ---------------------------------------------------------- | ------ |
| 1       | Berlim                           | Tim Bendzko                       | Wenn Worte meine Sprache wären                             | 141    |
| 2       | Bremen                           | Flo Mega                          | Zurück                                                     | 111    |
| 3       | Baixa Saxônia                    | Bosse part. Anna Loos             | Frankfurt Oder                                             | 102    |
| 4       | Baden-Württemberg                | Glasperlenspiel                   | Echt                                                       | 91     |
| 5       | Saxônia                          | Kraftklub                         | Ich Will Nicht Nach Berlin                                 | 89     |
| 6       | Renânia-Palatinado               | Jupiter Jones                     | ImmerFürImmer                                              | 86     |
| 7       | Renânia do Norte-Vestfália       | Frida Gold                        | Unsere Liebe ist aus Gold                                  | 76     |
| 8       | Hamburgo                         | Thees Uhlmann                     | Zum Laichen und Sterben ziehen die Lachse den Fluss hinauf | 66     |
| 9       | Mecklemburgo-Pomerânia Ocidental | Jennifer Rostock                  | Ich kann nicht mehr                                        | 66     |
| 10      | Baviera                          | Andreas Bourani                   | Eisberg                                                    | 26     |
| 11      | Sarre                            | Pierre Ferdinand et les Charmeurs | Ganz Paris ist eine Disco                                  | 17     |
| 12      | Turíngia                         | Alin Coen Band                    | Ich war hier                                               | 13     |
| 13      | Brandemburgo                     | Doreen                            | Wie konntest du nur                                        | 12     |
| 14      | Hesse                            | Juli                              | Du lügst so schön                                          | 12     |
| 15      | Saxônia-Anhalt                   | Flimmerfrühstück                  | Tu's nicht ohne Liebe                                      | 12     |
| 16      | Schleswig-Holstein               | Muttersöhnchen                    | Essen geh'n                                                | 8      |

## Bundesvision Song Contest 2012
Realizado em  Max-Schmeling-Halle, Berlin, 28 de setembro de 2012.
| Posição | Estado                           | Artista                              | Canção                          | Pontos |
| ------- | -------------------------------- | ------------------------------------ | ------------------------------- | ------ |
| 1       | Baden-Württemberg                | Xavas (Xavier Naidoo and Kool Savas) | Und ich schau nicht mehr zurück | 172    |
| 2       | Saxônia                          | Laing                                | Morgens immer müde              | 142    |
| 3       | Baixa Saxônia                    | Ich Kann Fliegen                     | Mich kann nur Liebe retten      | 109    |
| 4       | Renânia do Norte-Vestfália       | Luxuslärm                            | Liebt sie Dich wie ich?         | 97     |
| 5       | Sarre                            | Die Orsons part. Cro                 | Horst & Monika                  | 92     |
| 6       | Schleswig-Holstein               | Vierkanttretlager                    | Fotoalbum                       | 76     |
| 7       | Berlim                           | B-Tight                              | Drinne                          | 50     |
| 8       | Mecklemburgo-Pomerânia Ocidental | The Love Bülow                       | Nie mehr                        | 41     |
| 9       | Turíngia                         | Maras April                          | Himmel aus Eis                  | 33     |
| 10      | Hamburgo                         | König Boris                          | Häuserwand                      | 28     |
| 11      | Renânia-Palatinado               | Pickers                              | 1000 Meilen                     | 20     |
| 12      | Hesse                            | Cris Cosmo                           | Herzschlag                      | 19     |
| 13      | Bremen                           | Schné                                | Alles aus Liebe                 | 18     |
| 14      | Baviera                          | Fiva & Das Phantom Orchester         | Die Stadt gehört wieder mir     | 13     |
| 15      | Saxônia-Anhalt                   | Johanna Zeul                         | Sandmann                        | 10     |
| 16      | Brandemburgo                     | Mellow Mark part. Nina Maleika       | Bleib bei mir                   | 8      |